# Joseph Lipburger
Joseph Lipburger (auch: Pater Petrus Lipburger bzw. Pierre Lipburger, * 1754 in Andelsbuch; † 13. September 1831 in der Kartause Ittingen) war ein österreichisch-schweizerischer Mönch.

## Leben, Studium und Arbeit
Lipburger wurde als zweites Kind des Bregenzerwälders Kaspar Lipburger und dessen Gattin Maria Hartmann in Andelsbuch geboren. Der Ehe entstammen insgesamt vier Kinder, der Erstgeborene Anton (1752) und der Drittgeborene Johannes (1754) und Franz Xaver (1762). Anton Mätzler, Domkapitular in Augsburg, war sein Vetter.
1775 trat er dem Kartäuserorden bei und nahm den Ordensnamen Petrus an. In weiterer Folge wurde er Prior des Klosters Buxheim. Nach der Auflösung des Klosters in Buxheim und nachdem die Bemühungen von Lipburger zur Wiederherstellung der Kartause erfolglos blieben, sorgte er dafür, dass Teile der Stiftsbibliothek und anderer Kapitalien nach Vorarlberg und (später) in die Vorarlberger Landesbibliothek bzw. in das Kartause Ittingen kamen.
Lipburger ist auf dem Klosterfriedhof von Ittingen begraben.